# Heterogaster behrensii
Heterogaster behrensii är en insektsart som först beskrevs av Philip Reese Uhler 1876.  Heterogaster behrensii ingår i släktet Heterogaster och familjen Heterogastridae. Inga underarter finns listade i Catalogue of Life.